# Pep Cargol
Josep Cargol Costa, detto Pep (Sant Joan les Fonts, 11 marzo 1968), è un dirigente sportivo, allenatore di pallacanestro ed ex cestista spagnolo, professionista in Spagna, in Grecia e in Portogallo.

## Carriera
Con la Spagna ha disputato i Campionati europei del 1991 e i Campionati mondiali del 1994.

## Palmarès
- Campionato spagnolo: 2

Real Madrid: 1992-93, 1993-94
- Copa del Rey: 2

Real Madrid: 1989, 1993
- Liga catalana: 1

Girona: 1996
- Coppa Korać: 1

Real Madrid: 1987-88
- Coppa delle Coppe - Coppa d'Europa: 2

Real Madrid: 1988-89, 1991-92
- Coppa dei Campioni: 1

Real Madrid: 1994-95